# Duan Jingli
Duan Jingli (ur. 8 marca 1989) – chińska wioślarka. Brązowa medalistka olimpijska z Rio de Janeiro.
Zawody w 2016 były jej pierwszymi igrzyskami olimpijskimi. Medal zdobyła w jedynce. W 2014 i 2015 zdobywała również brązowe medale mistrzostw świata.